# Мехов
Мехов (њем. Mechow) општина је у њемачкој савезној држави Шлезвиг-Холштајн. Једно је од 131 општинског средишта округа Херцогтум Лауенбург. Према процјени из 2010. у општини је живјело 95 становника. Посједује регионалну шифру (AGS) 1053088.

## Географски и демографски подаци
Мехов се налази у савезној држави Шлезвиг-Холштајн у округу Херцогтум Лауенбург. Општина се налази на надморској висини од 36 метара. Површина општине износи 4,4 km². У самом мјесту је, према процјени из 2010. године, живјело 95 становника. Просјечна густина становништва износи 21 становника/km².

## Међународна сарадња
| Мјесто    | Држава    | Врста сарадње | Од    |
| --------- | --------- | ------------- | ----- |
| Стренгнес | Шведска   | партнерство   | 1996. |
| Сопот     | Пољска    | партнерство   | 1994. |
| Шатијон   | Француска | партнерство   | 1960. |
| Рибе      | Данска    | партнерство   | 1989. |
| Валкур    | Белгија   | партнерство   | 1969. |
| Ење       | Белгија   | партнерство   | 1969. |
| Извор     |           |               |       |